# Колібрі-списодзьоб

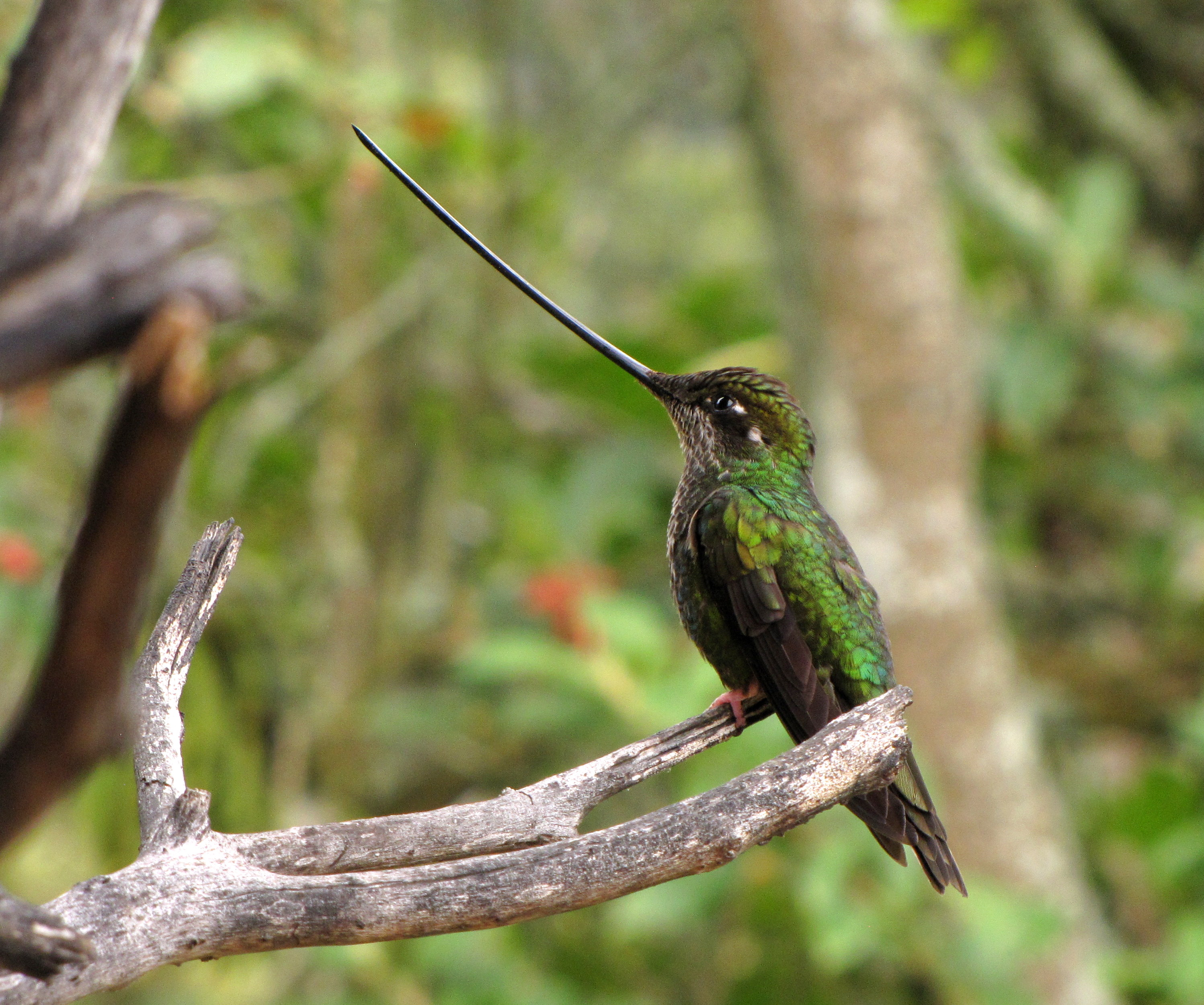
Колібрі-списодзьоб

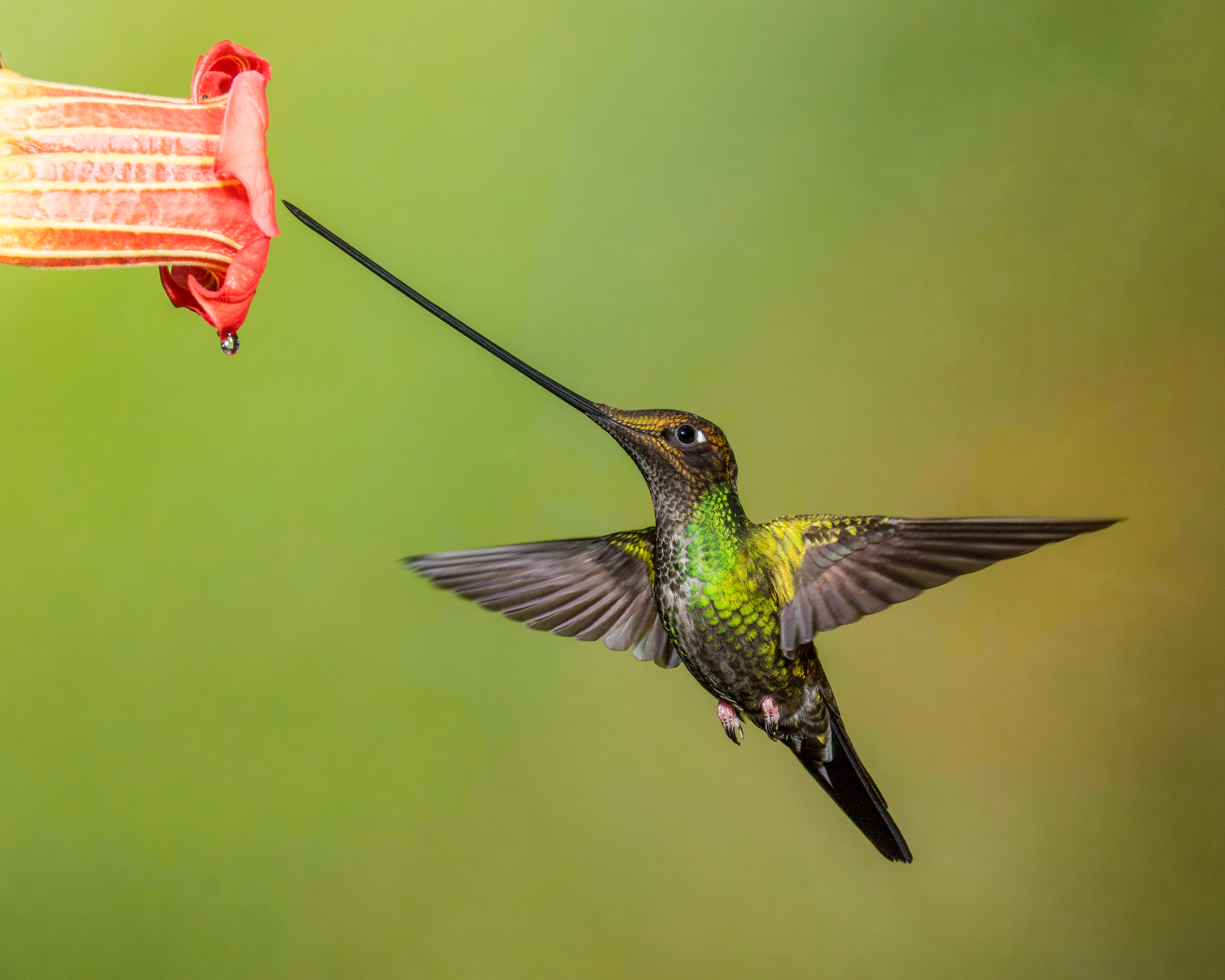
Самець колібрі-списодзьоба з Brugmansia sanguinea (Еквадор)

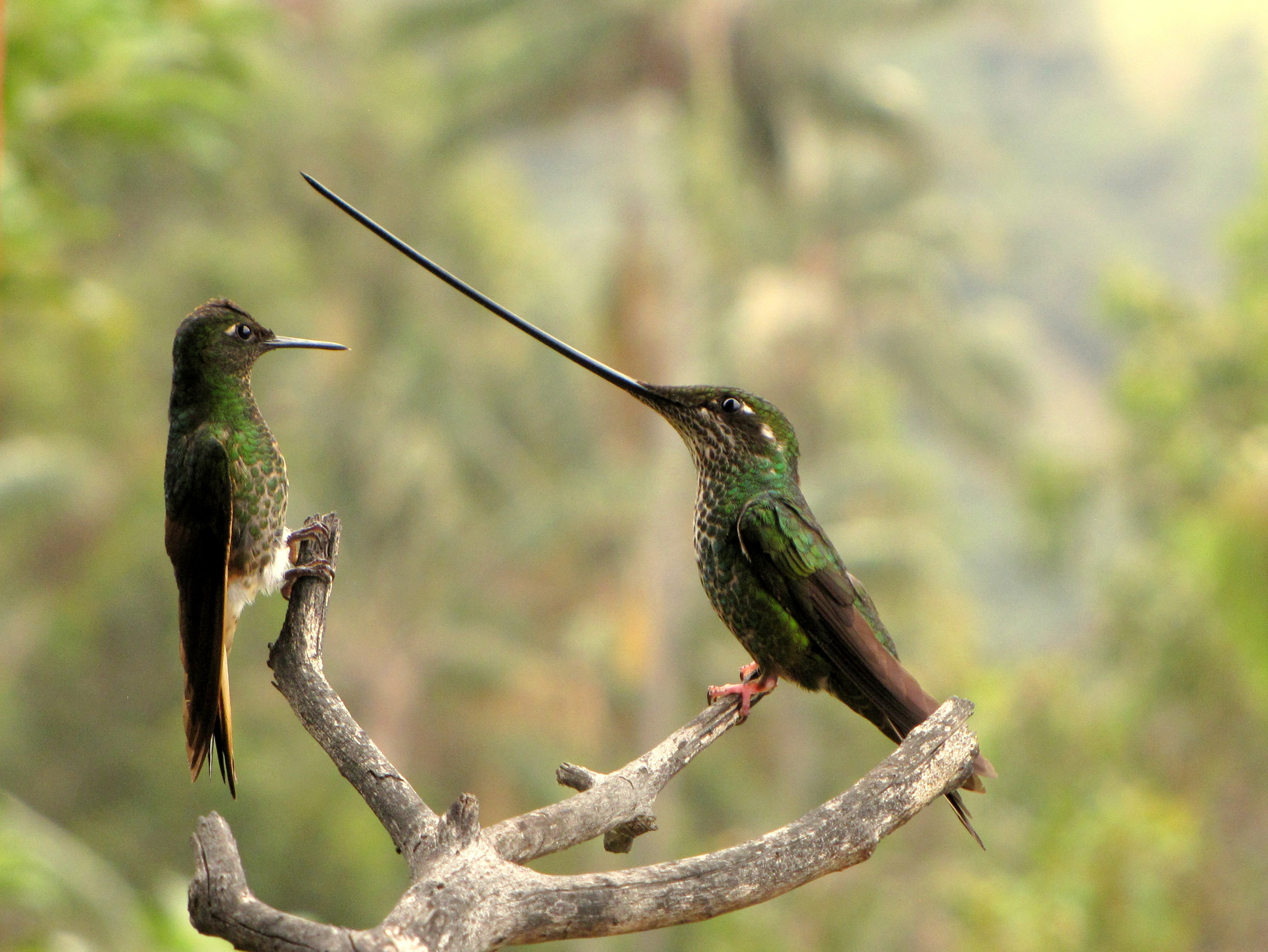
Зелений колібрі-коронет (зліва) і самиця колібрі-списодзьоба (справа)

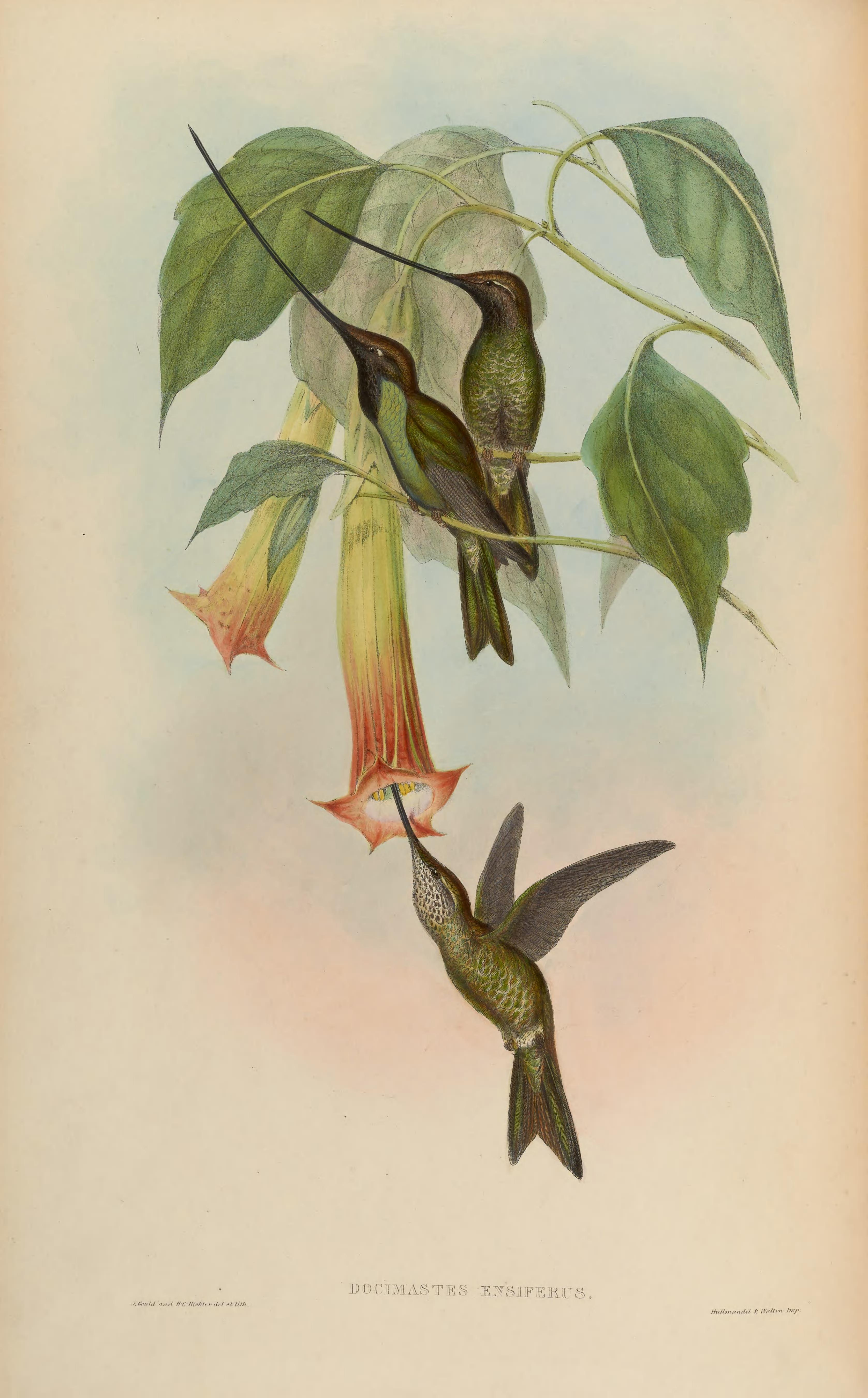
Колібрі-списодзьоби

Колі́брі-списодзьо́б (Ensifera ensifera) — вид серпокрильцеподібних птахів родини колібрієвих (Trochilidae). Мешкає в Андах. Це єдиний представник монотипового роду Колібрі-списодзьоб (Ensifera).

## Опис
Довжина птаха становить 17-22,8 см, враховуючи довгий дзьоб, вага 12-15 г. Самці є дещо більшими за самиць, крила і хвіст у них відносно довші, однак дзьоб відносно коротший. Верхня частина тіла у них бронзово-зелена, голова мідно-бронзова, за очима невеликі білі плямки. Горло чорнувате, решта нижньої частини тіла зелена з металевим відблиском, живіт темно-сірий, хвіст роздвоєний, чорнувато-бронзовий. У деяких самців підборіддя і горло поцятковані білими плямами. У самиць верхня частина тіла така ж, як у самців, однак горло сірувате, решта нижньої частини тіла біла, живіт поцяткованих зеленими плямками. Хвіст менш роздвоєний і має сірувато-білі краї. Забарвлення молодих птахів є подібне до забарвлення самиць. 
Колібрі-списодзьоби є єдиними у світі птахами, дзьоб у яких є довшим за решту тіла, не враховуючи хвіст. Він досягає довжини 9-11 см, чорний, дещо вигнутий догори. Надзвичайно довгий дзьоб допомагає птахам живитися нектаром довгих, трубкоподібних квітів, недоступним для інших колібрі.

## Поширення і екологія
Колібрі-списодзьоби мешкають в Андах на заході Венесуели (Кордильєра-де-Мерида), в Колумбії, Еквадорі, Перу і Болівії. Вони живуть у вологих гірських тропічних лісах, на узліссях, іноді у високогірних чагарникових заростях, в садах і на високогірних луках парамо. Зустрічаються на висоті від 1700 до 3500 м над рівнем моря, переважно на висоті від 2400 до 3100 м над рівнем моря. В Колумбії і Венесуелі птахи здійснюють локальні переміщення, переміщуюють на більшу висоту над рівнем моря на початку сезону дощів і повертаючись на більш низьку висоту з настанням сухого сезону.
Колібрі-списодзьоби живляться нектаром квітів з довгим, трубкоподібними віночками, зокрема Brugsmania sanguinea, Datura stramonium, Passiflora mixta, P. pinnatistiplua, P. mollissima і P. sexflora, а також Aethanthus, Fuchsia, Salpichroa і Solanum, переміщуючись за певним маршрутом, а також комахами, яких ловлять в польоту. Вони є основними запилювачами квітучих рослин з підроду Tacsonia роду Passiflora, особливо Passiflora mixta. 
Passiflora mixta і колібрі-списодзьоб демонструють коеволюцію: розміщення тичинок і приймочки P. mixta, а також довжина віночка цієї рослини робить її недоступною майже для усіх видів колібрі, за винятком Ensifera ensifera. Ці мутуалістичні відносини дозволяють рослині запилюватися за допомогою птаха, а птах отримує високоякісне джерело нектару. Щоб отримати нектар, птахи поміщають свій довгий дзьоб в квітку, п'ють, а потім відсупають і зависають в повітрі на кілька секунд, після чого можуть посторити процес. Інші види, зокрема комахи, можуть проколювати квітку біля основи, "викрадаючи" нектар. Додатковим свідоцтвом коеволюції цих двох видів є співпадання їх ареалів. Якщо популяція колібрі скоротиться, то це матиме негативні наслідки також і для рослин.
Гніздування у колібрі-списодзьобів триває з грудня по березень. Гніздо чашоподібне, робиться з моху, підвішується на дереві, на висоті 15 м над землею.